# 前570年代
| 千纪： | 前1千纪 |
| 世纪： | 前7世纪 \| 前6世纪 \| 前5世纪                                                                              |
| 年代： | 前600年代 \| 前590年代 \| 前580年代 \| 前570年代 \| 前560年代 \| 前550年代 \| 前540年代                    |
| 年份： | 前579年 \| 前578年 \| 前577年 \| 前576年 \| 前575年 \| 前574年 \| 前573年 \| 前572年 \| 前571年 \| 前570年 |

前570年代從前579年1月1日開始，於前570年12月31日結束。

## 大事记
- 前579年，晉大夫士燮、楚王子罷，於宋國西門之外會盟，為第一次弭兵之會。
- 前578年，曹宣公卒，庶子負芻殺太子嗣位，是為曹成公。晉厲公遣大夫吕相赴秦國宣告絕交。即與齊、魯、宋、衛、鄭、曹、邾、滕，聯軍攻秦，麻隧之戰，秦軍大敗。
- 前577年，衛定公卒，子衛獻公嗣位。秦桓公卒，子秦景公嗣位。
- 前576年，宋共公卒，子宋平公嗣位。諸臣內訌，五大夫魚石、向為人、鱗朱、向帶、魚府奔楚。
- 前575年，滕文公卒，子滕成公嗣位。晉攻鄭，楚救鄭，鄢陵之戰，楚軍大敗，晉射中楚共王一目。
- 前574年，晉厲公殺大夫郤至，滅其族。大夫欒書、中行偃，圍晉厲公於匠麗氏宅。燕昭公卒，燕武公嗣位。邾定公卒，子邾宣公嗣位。楚滅舒庸國。
- 前573年，晉大夫欒書、中行偃，囚殺晉厲公，立晉襄公曾孫周，是為晉悼公。魯成公卒，子魯襄公嗣位。
- 前572年，周簡王卒，子周靈王嗣位。
- 前571年，鄭成公卒，子鄭僖公嗣位。晉會齊、宋、魯、衛 、曹、邾、滕、薛、小邾諸國築虎牢关以逼鄭國，鄭國請降。
- 前570年，楚子重攻吳國，楚軍大敗，子重怨恨而死。